# نیو تریتوری (شوگر لند، تگزاس)
نیو تریتوری (به انگلیسی: New Territory) یک منطقهٔ مسکونی در ایالات متحده آمریکا است که در شهرستان فورت بند، تگزاس واقع شده‌است. نیو تریتوری ۱۲٫۳۸ کیلومتر مربع مساحت و ۱۵٬۱۸۶ نفر جمعیت دارد و ۲۳ متر بالاتر از سطح دریا واقع شده‌است.